# فرانس تلکوم
فرانس تلکوم (به فرانسوی: France Télécom) بزرگترین شرکت مخابراتی فرانسه و ۷۱مین شرکت بزرگ دنیاست. بیش از ۱۸۰ هزار کارمند (که نیمی از آنها در خارج از فرانسه فعالیت می‌کنند) و حدود ۲۲۱ میلیون مشترک در جهان دارد. دفتر مرکزی این شرکت در پاریس مستقر می‌باشد. معتبرترین نشان تجاری آن اورنج است.